# Rima Kashafutdinova
Rima Kashafutdinova (née le 24 juillet 1995) est une athlète kazakhe, spécialiste du sprint.

## Carrière
Elle participe aux Jeux olympiques de 2016, y compris en relais 4 x 100 m.
Le 28 août 2017, elle décroche à l'origine la médaille d'or de l'Universiade à Taipei sur le relais 4 x 100 m en 43 s 68 mais l'équipe kazakhe est finalement disqualifiée pour passage de témoin hors-zone. La Suisse, 2e en 43 s 81, récupère le titre.

## Palmarès
| Date | Compétition                  | Lieu        | Résultat | Épreuve   | Temps   |
| ---- | ---------------------------- | ----------- | -------- | --------- | ------- |
| 2016 | Championnats d'Asie en salle | Doha        | 7e       | 60 m      | 7 s 50  |
| 2017 | Championnats d'Asie          | Bhubaneswar | 1re      | 4 x 100 m | 43 s 53 |
| 2017 | Universiade                  | Taipei      | finale   | 4 x 100 m | DQ      |
| 2018 | Championnats d'Asie en salle | Téhéran     | 5e       | 60 m      | 7 s 50  |
| 2018 | Jeux asiatiques              | Jakarta     | 3e       | 4 x 100 m | 43 s 82 |
| 2019 | Championnats d'Asie          | Doha        | 2e       | 4 x 100 m | 43 s 36 |

## Records
| Épreuve | Épreuve   | Performance | Lieu   | Date            |
| ------- | --------- | ----------- | ------ | --------------- |
| 60 m    | En salle  | 7 s 41      | Doha   | 19 février 2016 |
| 100 m   | Plein air | 11 s 31     | Almaty | 25 juin 2016    |